# Нику Сийяр
Султан Мухаммад Неку-Сийяр (Никусийяр Мухаммад) (6 октября 1679, Империя Великих Моголов — 12 апреля 1723, Дели) — могольский принц из династии Бабуридов, субадар Ассама (1695—1701) и Синда (1702—1707), титулярный император Великих Моголов (18 мая 1719 — 13 августа 1719).

## Биография
Родился в 1679 года. Второй сын принца Мухаммада Акбара Мирзы (1657—1706) и внук могольского императора Аурангзеба. Его матерью была принцесса Салима Бану Бегум, старшая дочь принца Сулеймана Шукоха (1635—1662), старшего сына принца Дары Шукоха.
С 1681 года принц Нику-Сийяр воспитывался в гареме в Агре. В 1695 году, когда ему исполнилось 16 лет, Аурангзеб назначил его субадаром (губернатором) Ассама. В 1702—1707 годах принц Нику-Сийяр занимал должность субадара Синда. Позднее принц Нику-Сийяр находился в гареме в Агре.
18 мая 1719 года губернатор Агры Бирбал освободил принца Нику-Сийяра из его гаремной тюрьмы и, чтобы укрепить свои собственные полномочия, провозгласил его императором Индии в крепости Агра. Вскоре братья Сайиды разбили Бирбала и Нику-Сийяра и отстранили их обоих со своих должностей.
13 августа 1719 года Неку-Сийяр был арестован и вновь помещен в свою старую гаремную тюрьму в Агре. Однако вскоре он был перемещен в островную тюрьму Салимгарх в Дели, где скончался 12 апреля 1723 года в возрасте 43 лет.